# 교보생명그룹
교보생명그룹은 교보생명보험을 모회사로 하는 대한민국의 금융업 중심의 그룹이다. 1958년 교보생명보험의 설립으로 인해 탄생하였고 1980년대부터 여러 회사를 설립하였다.

## 계열사
- 교보생명보험(구 대한교육보험)
- 교보증권(구 대한증권)
- 교보악사자산운용(구 교보투자신탁운용)
- 교보AIM자산운용(구 파빌리온자산운용)
- 교보라이프플래닛
- 교보문고
- 교보리얼코
- 교보DTS
- 디플래닉스
- KCA손해사정
- 교보자산신탁
- 대산농촌재단
- 대산문화재단
- 교보교육재단

## 회장
- 1대 신용호(愼鏞鎬)
- 2대 신창재(愼昌宰)